# Mahesh Bhatt
Pour les articles homonymes, voir Bhatt (homonymie).
Mahesh Bhatt est un réalisateur, scénariste, producteur et acteur indien, né le 20 septembre 1948 en Inde.
À la tête de la famille Bhatt, il est le fils du réalisateur Nanabhai Bhatt (en), l'époux de l’actrice Soni Razdan (en), le frère de Mukesh Bhatt, le père de l'actrice et réalisatrice Pooja Bhatt et de l'actrice Alia Bhatt, et l'oncle de Vikram Bhatt, de Hrishita Bhatt et d'Emraan Hashmi.

## Filmographie
- 1974 : Manzilein
- 1977 : Vishwasghaat
- 1978 : Naya Daur
- 1979 : Lahu Ke Do Rang
- 1980 : Abhimanyu
- 1982 : Arth
- 1984 : Saaransh
- 1985 : Janam
- 1986 : Aashiana
- 1986 : Naam
- 1987 : Aaj
- 1987 : Kaash
- 1987 : Thikana
- 1988 : Siyasat
- 1988 : Kabzaa
- 1989 : Daddy (TV)
- 1990 : Awaargi
- 1990 : Aashiqui
- 1990 : Jurm
- 1991 : Swayam
- 1991 : Saathi
- 1991 : Dil Hai Ki Manta Nahin
- 1991 : Sadak
- 1992 : Saatwan Aasman
- 1992 : Junoon
- 1993 : Phir Teri Kahani Yaad Aayee
- 1993 : Gunaah
- 1993 : Sir
- 1993 : Hum Hain Rahi Pyar Ke
- 1993 : Gumrah
- 1993 : Tadipaar
- 1994 : The Gentleman
- 1994 : Naaraaz
- 1995 : Swabhimaan (TV)
- 1995 : AA Mouthful of Sky (TV)
- 1995 : Milan
- 1995 : Criminal (hi)
- 1995 : Naajayaz
- 1996 : Papa Kahte Hain
- 1996 : Chaahat
- 1996 : Dastak
- 1997 : Tamanna
- 1997 : Kabhie Kabhie
- 1998 : Duplicate
- 1998 : Angaaray
- 1998 : Zakhm
- 1999 : Yeh Hai Mumbai Meri Jaan
- 1999 : Kartoos
- 1999 : Sangharsh

## Distinctions
- 1984 : Au Filmfare Awards, prix du meilleur scénario pour Arth
- 1985 : Au Filmfare Awards, prix du meilleur scénario pour Saaransh
- 1985 : Au Festival de Moscou, Prix Spécial et nomination au Grand Prix pour Saaransh
- 1992 : Au Filmfare Awards, nommé au prix du meilleur réalisateur pour Dil Hai Ki Manta Nahin
- 1999 : Au Filmfare Awards, prix du meilleur scénario pour Zakhm
- 2003 : Au Festival international du film Indien, meilleur scénario pour Raaz
- 2003 : Au Zee Cine Awards, prix du meilleur scénario pour Raaz